# Аугусто Парра Муньйос
Аугусто Парра Муньйос (ісп. César Augusto Parra Muñoz) (10 серпня 1942, Юмбель) — чилійський науковець, адвокат, політик, дипломат.

## Біографія
Народився 10 серпня 1942 року в місті Юмбель. Закінчив чоловічий ліцей міста Консепсьйон
(тепер Ліцей ім. Енріке Моліна Армендія) та Університет міста Консепсьйон, адвокат.
З квітня 1967 викладає на Відділенні економічного права Факультету юридичних і суспільних наук Університету м. Консепсьйон.
З 1972 навчається в аспірантурі в Бельгії.
У 1973 Університет Антверпена присвоює йому ступінь Магістра впровадження розвитку, за фахом «суспільні фінанси та економічне планування».
з 1974 по 1976 очолює Відділення економічного права.
з 1976 член Чилійського інституту і Латиноамериканського інституту податкового права, де працює на посаді альтернативного директора, від Чилі.
З 1983 Радник Колегії адвокатів протягом двох періодів, в обох випадках обраний абсолютною більшістю голосів.
З 1985 по 1986 обирається Головою Регіональної колегії адвокатів Консепсьйона.
11 березня 1990 року Президент Республіки Патрісіо Айлвін призначає його мером міста Консепсьйон. Але він відмовляється, щоб балотуватися на посаду Ректора Університету м. Консепсьйон.
11 травня 1990 року обраний Ректором Університету м. Консепсьйон.
З 1994 член Національної комісії з суспільної етики.
У 1994 призначений членом Національної комісії з проведення реформи освіти.
У 1997 входив до складу Комісії з відбору проектів для фінансування в рамках програми «Монтегранде» (реформа освіти).
24 вересня 1997 обраний дійсним членом Академії суспільних, політичних і моральних наук Інституту Чилі.
квітня 1994 вдруге обраний Ректором Університету м. Консепсьйон. терміном на чотири роки, де працює до 1997 року.
З березня 2003 займає посаду Голови Комісії Сенату Чилі з питань
праці і соціального забезпечення.
З 2006 — Надзвичайний і Повноважний посол Чилі в Росії.
З 03 березня 2008 — Надзвичайний і Повноважний посол Чилі в Україні за сумісництвом.
Надзвичайний і Повноважний посол Чилі в Казахстані за сумісництвом

## Родина
- Батько — пан Педро Парра Нова, мати — пані Марія Елема Муньос Гонсалес.
- Дружина — пані Патрісія Аумада Моралес.
- Діти — Педро Луїс, Марія Хосе і Аугусто Сесар.

## Публікації
Має багато різних праць з питань університетів та вищої освіти. «Університет і право», «Аспірантура в Чилі», «Університет м. Консепсьйон, традиції і виклики», «Університет в контексті змін», «Гуманітарний напрямок в університеті» (видання «Університетська трибуна». «Журнал з питань права і суспільних наук», «Журнал з питань суспільних наук».